# Pekárné Farkas Emese
Pekárné Farkas Emese (Isaszeg, 2000. december 8. –) magyar politikus, a Második Reformkor Párt alelnöke.

## Tanulmányok
Pekárné Farkas Emese Isaszegen, a budapesti agglomerációban nőtt fel. Általános iskolai tanulmányait Gödöllőn, egy katolikus iskolában végezte, majd a Budapesti Fazekas Mihály Gyakorló Általános Iskola és Gimnázium társadalomtudományi tagozatán érettségizett 2019-ben. Ezt követően Angliában, a londoni Brunel Universityn szerzett diplomát.

## Karrier
Pekárné Farkas Emese 2022 szeptemberétől a Magyar Diplomáciai Akadémia diplomataképzőjének ösztöndíjasaként dolgozott a Külgazdasági és Külügyminisztériumban (KKM), először gyakornokként, majd kormánytisztviselőként. Gyakornoki időszaka alatt az Európai Unió Tanácsában is szerzett diplomáciai tapasztalatokat.

## Politikai pályafutás
Fiatal kora óta érdeklődött a politika iránt, és aktívan keresett egy olyan pártot, amelynek értékeihez teljes mértékben tud azonosulni. Így talált rá a Második Reformkor alapítványra, amely később párttá alakult. Itt először politikai műhelymunkában vett részt, majd 2023 szeptemberében a Második Reformkor Párt alelnökévé választották.
Pekárné Farkas Emese a Második Reformkor Párt EP-listájának második helyezettjeként (gyakorlati listavezető) az Európai Parlamentbe készül.
2024. május 30-án a köztévé élő vitaműsorában mutatkozott be a nagyközönségnek.

## Politikai nézetei és céljai
Pekárné Farkas Emese és pártja, a Második Reformkor, a fiatalok problémáira, különösen a lakhatási kérdésekre és a szülők támogatására fókuszál. Emellett fontosnak tartják a bizalom helyreállítását az Európai Unióval, valamint a csatlakozást az európai ügyészséghez, bár hangsúlyozzák, hogy számos problémát nemzeti szinten kell megoldani.
Pártjuk nyugati orientációt vall, de a keleti kapcsolatokat is fontosnak tartja. Magyarország biztonságát a NATO keretei között képzelik el.

## Magánélete
Pekárné Farkas Emese férjével Pécsett él, egy gyermekük van.